# 911 (레이디 가가의 노래)
〈911〉은 미국의 가수 레이디 가가가 여섯 번째 정규 앨범 《Chromatica》 (2020)를 위해 녹음한 곡이다. 앨범의 여덟 번째 트랙으로, 현악 연주곡 〈Chromatica II〉에 이어 등장한다. 가가는 저스틴 트랜터, 블러드팝, 마데온과 함께 이 곡을 작곡했으며, 블러드팝과 마데온이 벤자민 라이스와 함께 프로듀싱을 맡았다. 이 곡은 유로디스코, 신스팝, 일렉트로팝 장르에 속하며, 테크노와 펑크의 영향을 받았다. 가가는 곡의 대부분을 단조로운 로봇 보컬 효과로 소화한다. 가사는 정신 건강과 가가가 복용하는 항정신병 약물에 대해 다루고 있다.
많은 음악 평론가들은 이 곡을 앨범에서 가장 뛰어난 트랙 중 하나로 꼽으며, 프로덕션과 작곡을 높이 평가했다. 특히 〈Chromatica II〉에서 〈911〉로 이어지는 "매끄러운" 전환이 주목받았으며, 앨범 발매 직후 여러 밈으로 활용되었다. 〈911〉은 2020년 9월 18일과 25일에 각각 프랑스와 이탈리아 라디오에 세 번째 싱글로 배포되었다. 이 곡은 몇몇 국가에서 소폭 차트 진입을 했으며, 미국에서는 빌보드 댄스/일렉트로닉 송 차트에서 최고 10위를 기록했다.
함께 공개된 뮤직비디오는 타셈 싱이 감독했으며, 초현실적인 몽환적 배경과 반전 엔딩을 특징으로 한다. 이 비디오는 켄 러셀의 단편 영화 Nessun dorma (1987)에서 직접적인 영감을 받았으며, 아르메니아 영화감독 세르게이 파라자노프의 1969년 소련 예술 영화 《석류의 빛깔》을 참조하고 있다. 〈911〉은 여러 리믹스 버전으로도 공개되었으며, 2021년 가가의 리믹스 앨범 《Dawn of Chromatica》에 수록된 찰리 XCX와 A.G. 쿡의 리믹스가 대표적이다. 가가는 2020년 MTV 비디오 뮤직 어워드와 The Chromatica Ball 투어 (2022)에서 이 곡을 공연했다.

## 곡 목록
| Digital download / streaming – Bruno Martini remix - "911" (Bruno Martini remix) – 2:46 - "911" (Bruno Martini extended remix) – 3:40 Digital download / streaming – Sofi Tukker remix - "911" (Sofi Tukker remix) – 3:46 - "911" (Sofi Tukker extended remix) – 4:17 | Digital download / streaming – WEISS remix - "911" (WEISS remix) – 5:43 |

## 평가
디 애틀랜틱의 스펜서 콘하버는 "911"이 앨범에서 두드러지는 구간이며, "재미있게 로봇스러우"며 "들을 때마다 새로운 복잡한 내용을 드러낸다"고 평했다. 빌보드의 스테판 다우는 곡을 앨범에서 세번째로 좋은 곡으로 꼽으며 "깊게 만족스러운 프로덕션"과 "터무니없이 영리한 작곡"을 긍정적으로 평가했다. 또, 그는 레이디 가가가 "그녀의 캠프를 드러낼 때 물 만난 물고기 같다"고 평가했다. 또, 롤링 스톤즈의 코리 그로우는 곡이 "가가의 만화경을 통해 버글스와 크래프트워크 사이의 차이를 구분하"며 "그녀는 음악적 위험을 감수함에 있어서 ... "911"에서처럼 그녀의 최고 수준을 보이고 있다"고 평가했다.